# Західнодвінський округ
Західнодвінський район (рос. Западнодвинский район) — муніципальний район у складі Тверської області Російської Федерації.
Адміністративний центр — Західна Двіна.

## Адміністративний устрій
До складу району входять 2 міських та 5 сільських поселень:
1. Міське поселення — місто Західна Двіна
2. Міське поселення — селище міського типу Стара Торопа
3. Бенецьке сільське поселення
4. Западнодвінське сільське поселення
5. Ільїнське сільське поселення
6. Староторопське сільське поселення
7. Шараповське сільське поселення